# ハディージャ・マストゥール
ハディージャ・マストゥール（ウルドゥー語 خدیجہ مستور, Khadījah Mastūr）1927年12月11日 - 1982年7月25日）は、パキスタンの作家。現代ウルドゥー文学を代表する小説家の1人である。

## 来歴

### インド時代
イギリス領インドのウッタル・プラデーシュ州ラクナウの中流家庭に生まれ、父親は教師、母親は女性雑誌への寄稿者だった。文学に触れながら育ち、8歳の時には物語を書いてみたいと思うようになっていた。9歳の時に、ユーモア小説で有名だった作家ショウカット・ターンヴィーに会い、物語を書きたいことを彼に話すと、ターンヴィーはきっとそうなると真剣に答えたという。学校の成績は良く、詩の創作をしたり議論で相手をやり込めていた。勝気な性格で弁舌が鋭いために、友達からはケインチー（鋏）というあだ名を付けられた。父親が1937年に死去したために経済上の都合で学校教育を続けられなくなるが、持ち前の性格で読書生活は続けた。
1942年から短篇小説を書いて雑誌に投稿を始めるが、最初の作品は採用されなかった。やがて『ハヤール（思考）』、『アーラムギール（世界の覇者）』などの雑誌に掲載されるようになり、ラジオ・パキスタンで働きながら執筆を続けた。

### パキスタン移住後
インド・パキスタン分離独立（1947年）の影響で、1948年9月からパキスタンのラホールで家族と共に避難民用の住宅に移住し、この時期から作家としての活動を始める。パキスタンでは1948年に文芸誌の『ヌクーシュ（印象）』が創刊され、マストゥールの作品はそうした雑誌に掲載された。『ヌクーシュ』の創刊には、作家のアフマド・ナディーム・カースミーや、マストゥールの妹で作家のハジラ・マスルールも関わっていた。マストゥールは1950年にパキスタン進歩主義作家協会のラホール支部の書記に選出された。しかし、協会はパキスタン政府による1951年以降の共産党弾圧の影響もあって活動が縮小してゆき、マストゥールが書いた議事録は当局に監視された。
マストゥールは民主主義女性協会に属しながら創作を続けた。分離独立後の問題である家族との別離、避難民の生活苦、避難民を受け入れる側の無理解などは作風にも影響を与えた。短篇小説5冊と長篇小説2冊を発表し、長篇『中庭』（1962年）は、アーダム・ジー文学賞を受賞した。1982年に病気を治療するためにイギリスへ渡り、ロンドンの病院で7月26日に死去した。

## 作風
当時のウルドゥー文学の女性作家は、イスラームの中流家庭における問題を主な題材としていた。作中では、女性の主人公が、兄弟姉妹、恋人、夫、姑や舅と対立したり葛藤をする様が描かれていた。マストゥールもそうした題材を選んだが、生活が困難な人々に注目し、特にパキスタン移住後は貧困、差別、女性への抑圧を書いた。経済的に自立する際の困難や、結婚で女性側が用意する持参金をめぐる問題、避難した場所で受ける暴力などの他に、分離独立を扱ったジャンルである動乱文学（動乱小説）に含まれる作品もある。

### 女性の経済的自立
初期の短篇『フン！（ふん！）』（1945年）から、マストゥールの作風に共通する要素が表れている。この作品では、結婚した女性が自らを幸せだと思っていると、近所の娼婦から自分たちと同じようなものだと言われてショックを受ける。女性が経済的に自立する苦労については、息子夫妻と離れて暮らす老女が主人公になる『ハンド・ポンプ』や、後述の『ダーダーと呼ばれた女』など、マストゥールの作品に通底する。

### 動乱文学
インド・パキスタン分離独立について、同時代の作家としてマストゥールも書いた。『ダズ・ナンバリー』では宗教対立を利用して財産を狙う者や、純朴さを利用されて迫害に加担してしまう者、『連れていって、あの人の家に』では避難民への暴力を止められず無力感に陥る者などが登場する。

### 社会的格差
主人と使用人、地主と小作人、雇い主と労働者などの弱者と強者の対立を、マストゥールは主に弱者の側から描いた。男性の使用人が主人公となる『ポールカー』や『取引』では、上下関係によって自尊心が危うくなったり、生活を守るために不正に巻き込まれてしまう。

### 結婚
『ダーダーと呼ばれた女』では、当初は幸せな結婚をした女性が姑との喧嘩で家を追い出され、犯罪に手を出して心が荒廃してゆく。『五周忌』は結婚を夢見ていた女性が兄の病気治療のために結婚資金を失い、希望を失う。『ヒルマン』では、契約結婚をした後妻が先妻の死を願う様子が描かれ、一夫多妻の問題とともに、弱者同士の争いもあらわになる。マストゥールは、強者によって追い詰められた弱者が、さらに別の弱者への加害者になるという構図を幾度も作品にした。

## 著作

### 短篇小説
- کھیل Khail （『遊び』） [15] (1944年)
- بوچھاڑ Bochaar（『どしゃ降り』） [15] (1946年)
- چند روز اور Chand Roz Oor（『あと数日』） (1951年)
- Thakay Haray（『疲労の果て』） (1962年) [15]
- Thanda Meetha Paani （『冷たい甘い水』） (1981年)[15][16]
- 『ダーダーと呼ばれた女』鈴木斌訳、大同生命国際文化基金、1992年。電子版2014年。 - 日本オリジナル短篇集[17]
  - 「ボールカー」
  - 「五周忌」
  - 「戦線遠く」
  - 「恋人に会いに」
  - 「連れて行って、あの人の家に」
  - 「冷たい甘い水」
  - 「取引」
  - 「ハンド・ポンプ」
  - 「ダーダーと呼ばれた女」

### 長篇小説
- آنگن Aangan （『中庭』） [18][19][20](1962年) آنگن　- アーダム・ジー文学賞（英語版）受賞。2018年にテレビドラマ化[20][21]
- زمین Zameen （『大地』）[15] (1987年)